# گربه‌کوسه شبح سفید
گربه‌کوسه شبح سفید (نام علمی: Apristurus aphyodes) نام یک گونه از سرده گربه‌کوسه‌های دیو است.